# Cavernularia chuni
Cavernularia chuni is een Pennatulaceasoort uit de familie van de Veretillidae. De wetenschappelijke naam van de soort is voor het eerst geldig gepubliceerd in 1911 door Kükenthal & Broch.